# Eleccions generals espanyoles de 1867
Les eleccions generals espanyoles de 1867 foren convocades el 3 de març de 1867 en sufragi censitari masculí. Es va iniciar la legislatura el 30 de març i va acabar el 3 de desembre de 1867, i el president de la Cambra fou Martín Belda y Mencía del Barrio, Marqués de Cabra.
La segona legislatura va durar del 20 de desembre de 1867 al 3 de desembre de 1868, i la presidència de la Cambra fou per a Luis José Sartorius y Tapia.